# Krautinsel
Die Krautinsel ist mit einer Fläche von 3,5 ha die kleinste der drei im Chiemsee liegenden Binnenseeinseln (abgesehen von der winzigen künstlichen Insel Schalch westlich von Frauenchiemsee, auch Fraueninsel). Politisch gehört sie zur Gemeinde Chiemsee im Landkreis Rosenheim. Der Name Krautinsel geht zurück auf die Nutzung der Insel, die beschrieben wurde mit „insula, quam horti instar ad olera aliaque necessaria colunt“ (eine Insel, die man ganz wie einen Garten für Kräuter und andere Lebensmittel bebaut).
Zwei namenlose Kleininseln 54 bzw. 80 Meter südlich der Krautinsel bilden deren südlichen Ausläufer. Sie sind durch eine Kiesbank miteinander verbunden. Sie weisen jeweils nur wenige Quadratmeter Fläche auf und bieten lediglich einem Baum bzw. Strauch Platz. Diese Ausläufer gehören nicht mehr wie die Krautinsel zur Gemeinde Chiemsee, sondern wie der See zum gemeindefreien Gebiet Chiemsee im Landkreis Traunstein.

## Nutzung

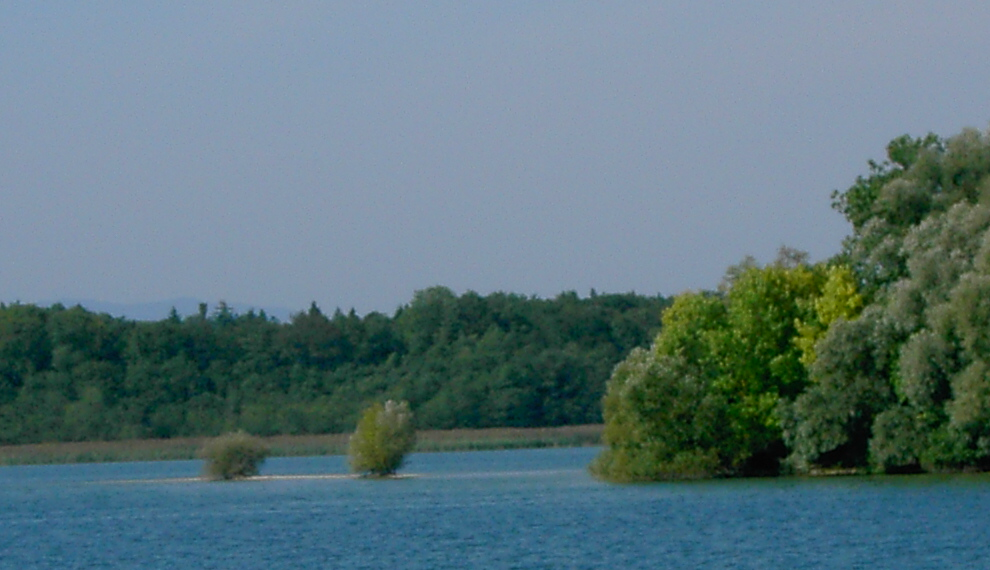
Die südlichen Ausläufer

Im Gegensatz zur Nachbarinsel Frauenchiemsee ist die Krautinsel unbewohnt. Sie dient im Sommer als Weide für das Vieh der um den Chiemsee herum ansässigen Bauern. Im Herbst wird das Vieh per Schiff wieder auf das Festland gebracht. Im Mittelalter bauten Nonnen des Benediktinerinnenklosters Frauenwörth (Frauenchiemsee) auf der Krautinsel Gemüse und Kräuter an.

## Funde aus der Steinzeit
Erstmals 1930 wurden auf der Krautinsel Spuren jungsteinzeitlicher Besiedelung gefunden. Nachuntersuchungen ab 1993 brachten auch Steinwerkzeuge der Altsteinzeit zu Tage.
Unter den Fundstücken befinden sich Abschläge, Klingen und Pfeilspitzen aus Feuerstein, Flachbeile aus Gestein und ein Flachbeil aus Kupfer.

## Denkmalschutz
Das Bodendenkmal auf der Krautinsel im Chiemsee steht unter Denkmalschutz und ist unter dem Aktenzeichen D-1-8140-0102 in der Denkmalliste des Bayerischen Landesamtes für Denkmalpflege erfasst. Das Bodendenkmal auf den vorgelagerten kleineren Inseln der Krautinsel im Chiemsee ist unter dem Aktenzeichen D-1-8140-0106 in der Denkmalliste des Bayerischen Landesamtes für Denkmalpflege erfasst.